# Albert Borschette
Albert Borschette (Diekirch, 14 giugno 1920 – Bruxelles, 8 dicembre 1976) è stato un diplomatico e politico lussemburghese.
È stato commissario europeo.

## Formazione
Borschette studiò presso le università di Aix-en-Provence, Innsbruck, Monaco di Baviera e Parigi.
Durante la seconda guerra mondiale combatté sul fronte orientale in Russia. Al ritorno narrò la sua esperienza in opere letterarie.

## Carriera diplomatica e politica
Dal 1958 al 1970 Borschette fu rappresentante permanente del Lussemburgo presso le Comunità europee.
Nel 1970 venne nominato commissario europeo per la concorrenza, le politiche regionali e l'informazione nell'ambito della Commissione Malfatti. Mantenne lo stesso incarico nella successiva Commissione Mansholt (1972-1973). Nel 1973 entrò in carica come commissario europeo per la concorrenza, il personale e l'amministrazione nell'ambito della Commissione Ortoli.
In seguito ad un'emorragia cerebrale e ad una disabilità permanente, l'11 maggio 1976 la Corte di giustizia delle Comunità europee rimosse Borschette dall'incarico.

## Onorificenze
Nel 1997 a Borschette è stato intitolato un centro conferenze della Commissione europea a Bruxelles.